# Памятник Степану Чумпину
Па́мятник Степану Чумпину — памятник первооткрывателю месторождения горы Благодать, установленный в 1826 году на её вершине. В 1920-х годах в связи с разработкой рудника монумент был перенесён на новое место на борту карьера. С 2013 года является памятником монументального искусства местного значения. Ныне это место находится на окраине города Кушвы.

## История
14 мая 1735 года стало известно об открытии вогулом Степаном Чумпиным богатых залежей железной руды на правом берегу Кушвы около впадению в Туру. Чумпин указал русским выходы руды на поверхность горы, получившей позднее название «Благодать», и удобные места для прокладки дорог к месторождению.
В сентябре 1735 года Чумпин сопровождал В. Н. Татищева, решившего осмотреть найденное месторождение, несмотря на болезнь. Татищев убедился в качестве руды, представленной богатым магнитным железняком, и положил начало разработке месторождения и строительству по близости от него Гороблагодатских заводов. В память об открытии месторождения Татищев приказал поставить на вершине горы памятный столп из магнетита с высеченной датой открытия.
В XIX веке возникла легенда, по которой Степан Чумпин был сожжён соплеменниками за то, что указал русским на богатства священной для вогулов горы. Источником этой информации называют статью К. П. Голляховского, опубликованную в 1827 году в «Горном журнале». Позднее, ссылаясь на Голляховского, легенду повторили другие учёные.
В 1826 году по личной инициативе начальника Гороблагодатских заводов Н. Р. Мамышева на южной вершине горы Благодать был открыт памятник Степану Чумпину. Монумент представляет собой чугунную цилиндрическую тумбу высотой около 1,5 метров, увенчанную чашей с языком пламени. Памятник поставили на месте установленного 90 лет назад Татищевым столпа. Надпись на памятнике гласит: «Вогул Степан Чумпин сожжён здесь в 1730 году». Дата смерти Чумпина, как и её причина, указанная на памятнике, не подтверждается, поскольку документально зафиксировано, что вогул получил часть награды за открытие месторождения в 1736 году. Памятник простолюдину Чумпину стал одним из немногочисленных памятников, увековечивавших память конкретным персонам, на Урале того времени и первым значительным чугунным монументом.
Позднее рядом с памятником была возведена часовня Преображения Господня.
Со временем из-за активной добычи руды часовня и памятник оказались на вершине высеченного останца высотой около 20 метров. Подъём к огороженной площадке с часовней и монументом, ставшими главной достопримечательностью Кушвы, осуществлялся по деревянной лестнице. Администрация рудника пыталась перенести памятник в другое место, но встречала сопротивление жителей города.
В 1920-е годы часовня была разрушена, останец был срыт, а памятник переместили на площадку на борту карьера.
21 марта 2013 года решением Думы Кушвинского городского округа памятник Степану Чумпину вошёл в перечень памятников монументального искусства местного значения.

## Галерея

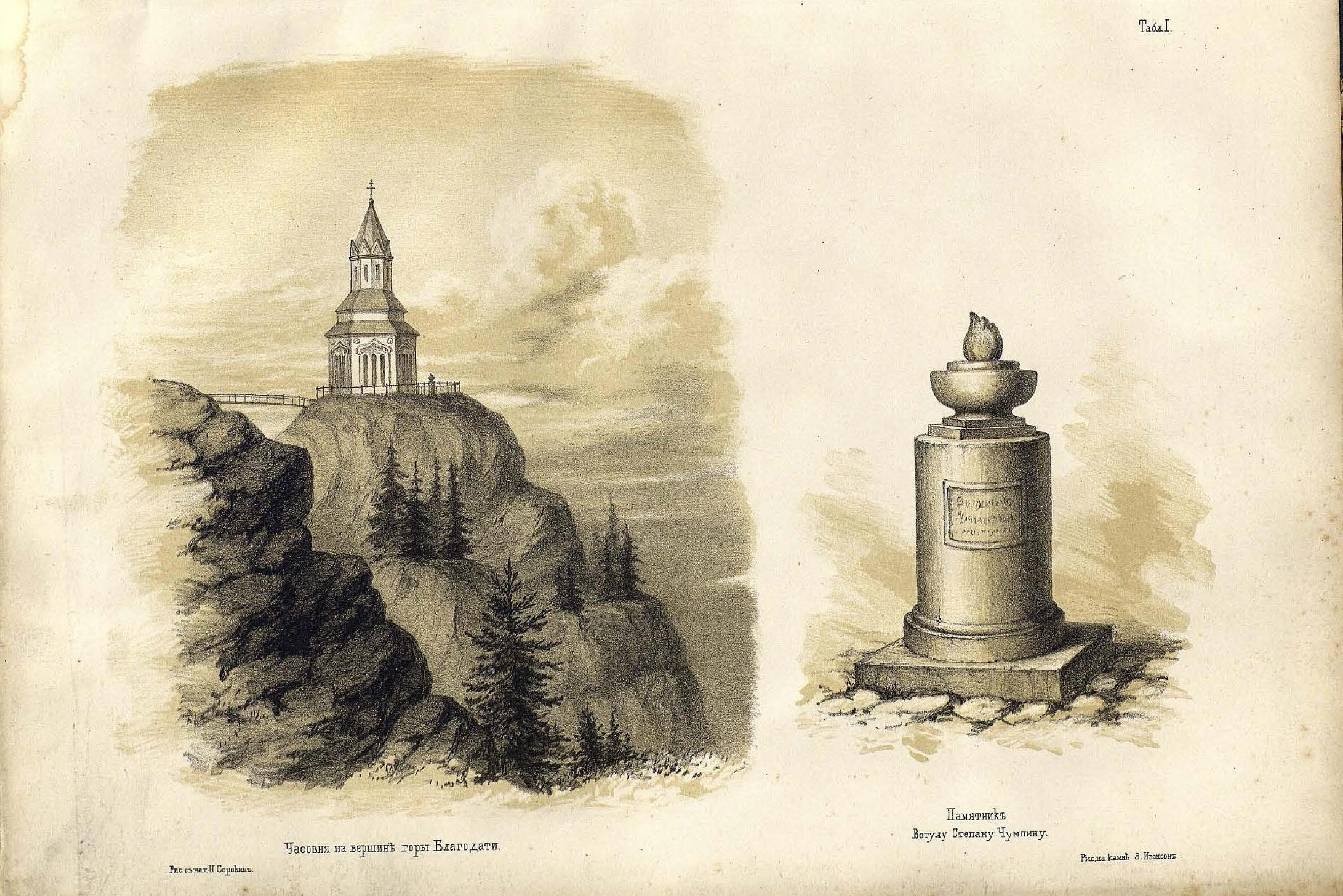
Часовня Преображения Господня и памятник С. Чумпину. Рисунок 1837 года.
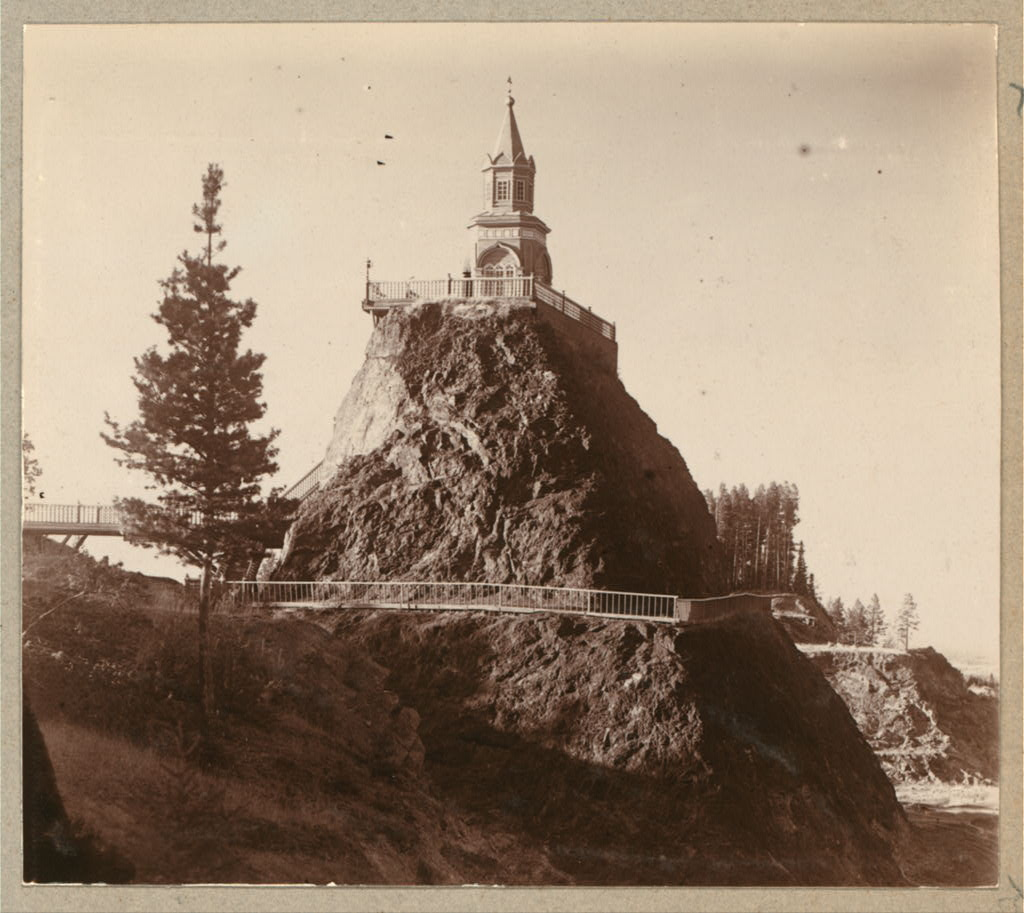
Часовная и памятник в 1910 году. Фото С. М. Прокудина-Горского.
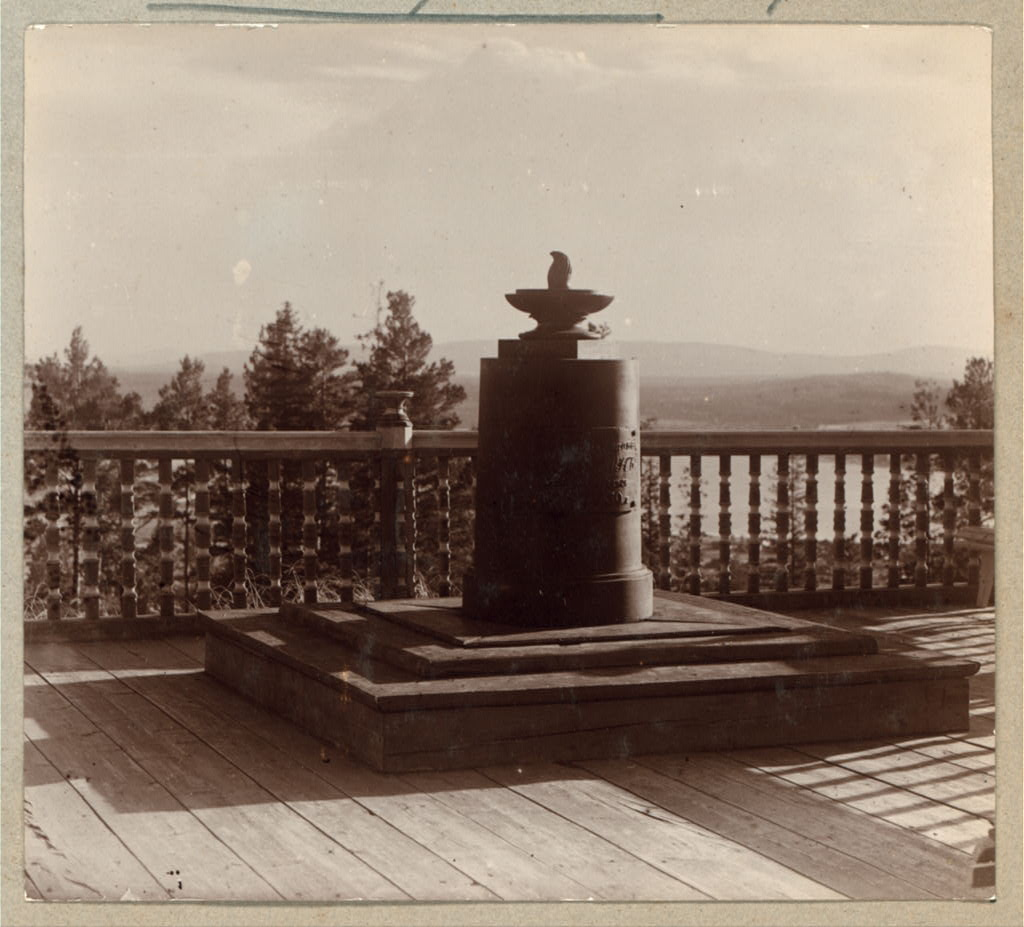
Памятник в 1910 году. Фото С. М. Прокудина-Горского.
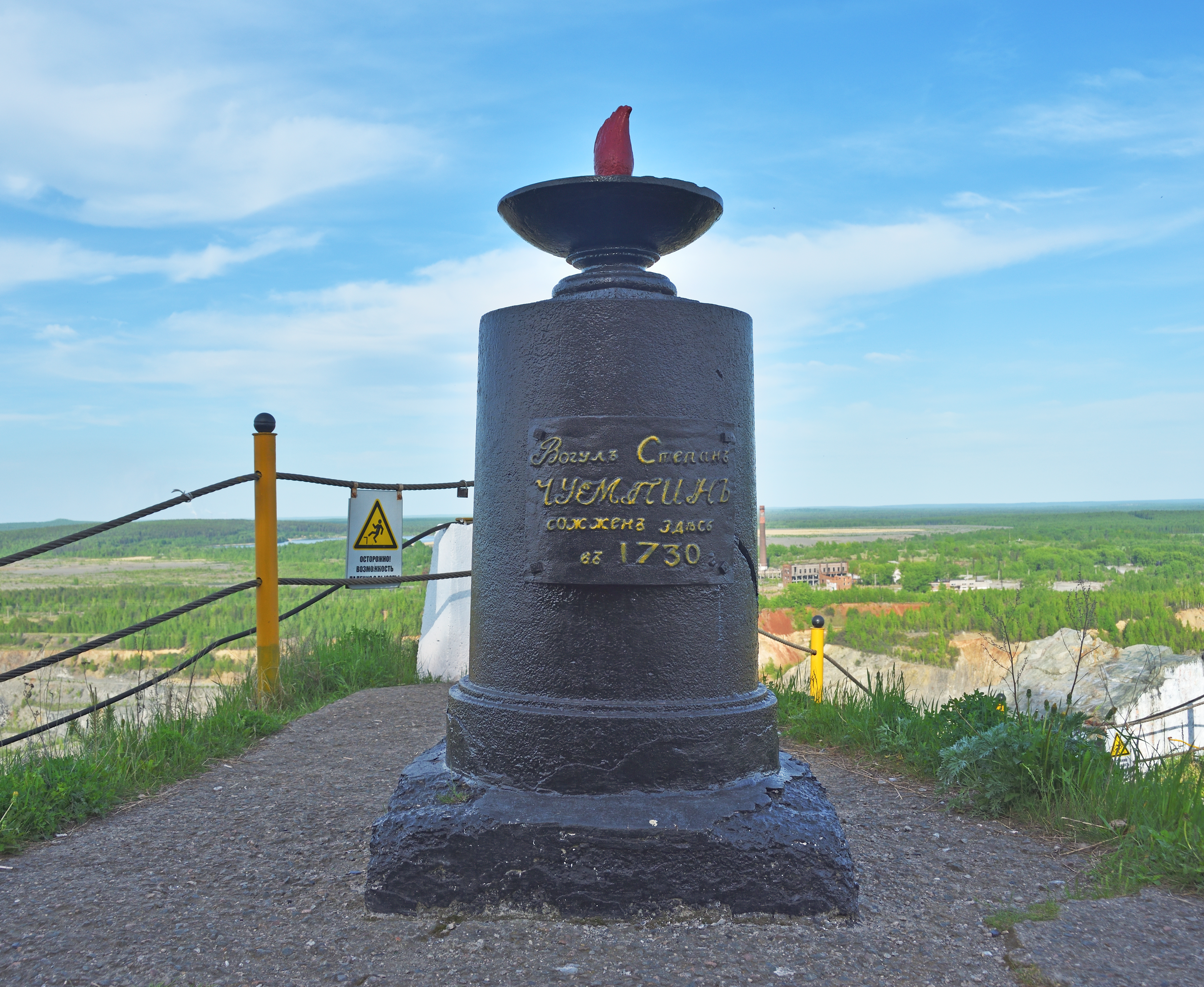
Памятник в 2019 году
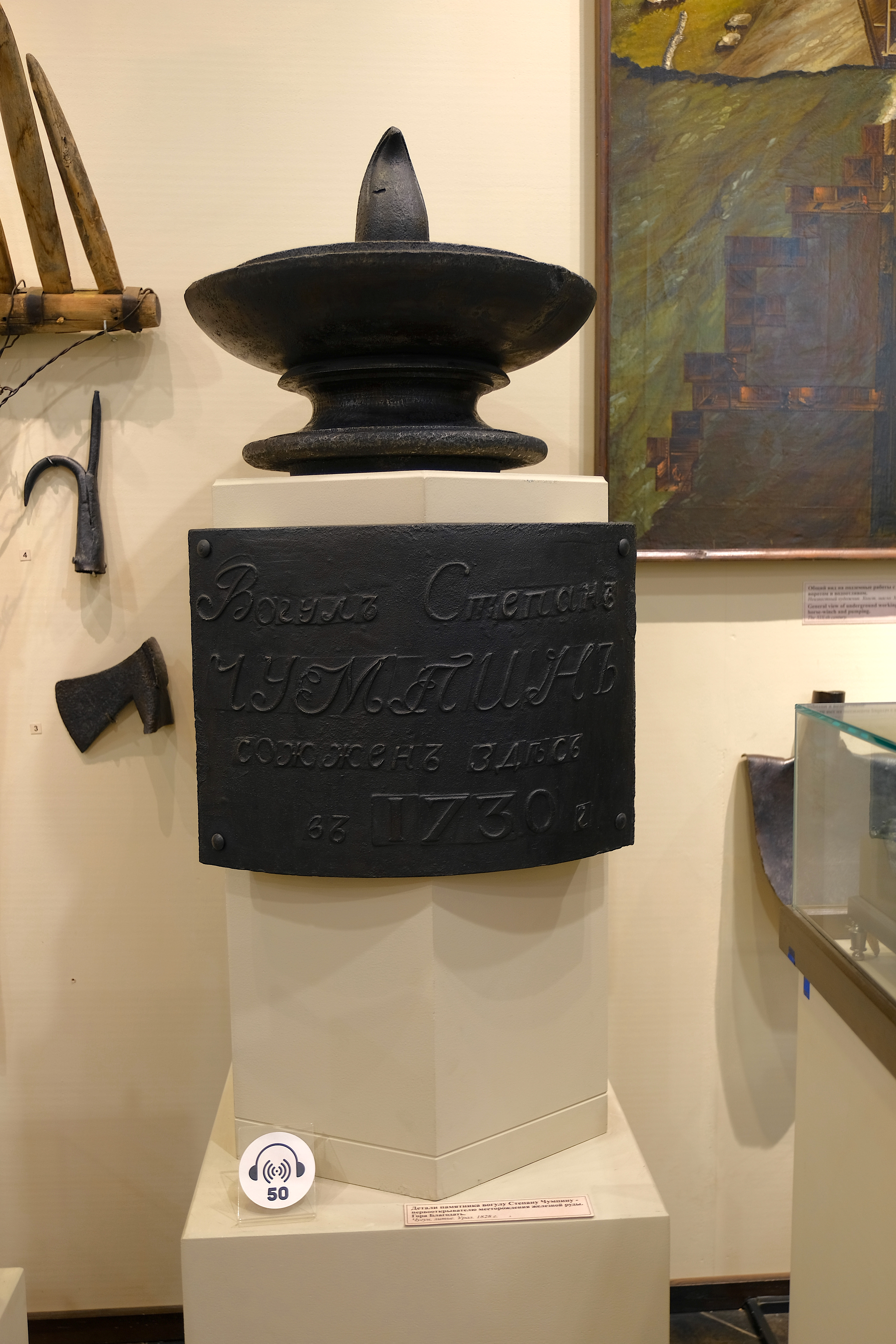
Оригинальная элементы памятника в Музее истории и археологии Урала